# Abergement-la-Ronce
Abergement-la-Ronce – miejscowość i gmina we Francji, w regionie Burgundia-Franche-Comté, w departamencie Jura.
Według danych na rok 1990 gminę zamieszkiwało 667 osób, a gęstość zaludnienia wynosiła 94 osoby/km² (wśród 1786 gmin Franche-Comté Abergement-la-Ronce plasuje się na 243. miejscu pod względem liczby ludności, natomiast pod względem powierzchni na miejscu 632.).